# Zeltia
Zeltia (en abreviatura ZEL para su identificación en la Bolsa de valores) fue un grupo de empresas químico-farmacéuticas y de biotecnología de origen español compuesto por las empresas biofarmacéuticas PharmaMar (antitumorales de origen marino), Sylentis (fármacos basados en silenciamiento génico - RNAi), Zelnova (insecticidas, ambientadores), Xylazel (productos de protección de la madera) y Genomica (análisis molecular). El grupo Zeltia cotizaba en bolsa y apostaba por la I+D como el eje de su actividad.
En 2015 se fusiona inversamente con su filial PharmaMar. Otras empresas también tienen su origen en Zeltia, Zendal y Zelnova nacieron a partir de la venta de filiales.

## Historia del grupo Zeltia
Zeltia es un grupo de empresas químico-farmacéuticas fundado en Vigo en el año 1939 como escisión del laboratorio Miguel Servet. Sus impulsores fueron los hermanos Fernández López, de Lugo. En un primer momento la empresa se nutre con las aportaciones científicas de Fernando Calvet Prats, que provenía de la Universidad de Santiago y había sido represaliado por el franquismo al final de la guerra civil. Calvet aporta sus conocimientos técnicos a la empresa hasta que es reintegrado a la Universidad de Salamanca en el curso 1944-45.
Fernando Calvet, que trabaja como director técnico de los laboratorios Miguel Servet de Vigo (Instituto Bioquímico) al final del curso 1935-36, tenía como misión organizar un laboratorio para estudiar métodos de conservación, análisis y extracción del cornezuelo del centeno para obtener alcaloides que se emplean para fabricar el preparado "Pan-Ergot", indicado para la afección de migrañas y glaucomas. El director de esta empresa farmacéutica era el doctor Obella Vidal, militante galleguista, asociado con un farmacéutico llamado Rubira. Tan pronto como estalla la guerra civil, Calvet huye a Suecia y Obella registra en Portugal una marca con el nombre de Zeltia, en agosto de 1937, para la explotación del cornezuelo. Entre otras cosas consigue una concesión para sembrar plantas medicinales en la zona de Porriño, lugar donde los hermanos Fernández López tenían instaladas la mayor parte de sus empresas.
Lo cierto es que la proximidad de las empresas de los hermanos Fernández López con la de Obella Vidal, además de una cierta sintonía en el terreno ideológico, dio lugar a un nuevo proyecto empresarial. Posiblemente Obella Vidal, en un momento precario desde el punto de vista económico y político y después de algunas experiencias negativas, debió venderle su idea a los hermanos Fernández López, introduciendo en el trato la vinculación a la nueva empresa del personal adscrito con la empresa anterior.
El objetivo inicial de la empresa fue el de explotar la flora medicinal de nuestro país y el aprovechamiento de los productos procedentes de glándulas de animales que se obtenían de las empresas cárnicas con las que operaban los hermanos Fernández López a través de los mataderos de Porriño y de Mérida.
Una vez llegado a un acuerdo con Obella, Calvet regresa a España y se reintegra a su puesto en la empresa. Nos da una idea clara de la importancia relativa de cada uno de los actores en esta aventura el hecho de que en la fundación de Zeltia se inscriben los hermanos Fernández López (cuatro hermanos) con 200 acciones cada uno, el doctor Obella Vidal, con 200 acciones, José Ruiz 25 acciones, Fernando Calvet Prats 25 acciones y Fidel Isla Couto, 10 acciones.
En esta época Fernando Calvet, junto con un grupo de científicos formado por destacados catedráticos de las facultades de Ciencias, Farmacia y Medicina de la Universidad de Santiago de Compostela (Galicia), patentan en poco más de un año y medio más de diez especialidades farmacéuticas, cada una con su correspondiente registro sanitario. En sus laboratorios se elaboran fármacos como la efedrina, la digitalina, los extractos hepáticos, la foliculina, las insulinas, el purpuripán y las vitaminas de todo tipo, comercializadas como Zeltivit. También se elaboraron y comercializaron vacunas, pesticidas y fungicidas. Tal vez el más famoso de todos ellos es el DDT (dicloro-difenil-tricloroetano), principal componente de los insecticidas y pesticidas de la época. Fernando Calvet marcha a Salamanca en 1944, donde continúa su labor docente. Muere en Barcelona el 16 de junio de 1988, a los 85 años de edad.
Con los productos derivados del DDT la empresa Zeltia S.A. crea una nueva división dedicada a fines agrícolas, llegando a una gran distribución de los productos ZZ, que se convierten en los primeros en cuota de mercado en España.
En 1945 Zeltia participa en la creación de Antibióticos S.A., junto con los laboratorios Abelló, Ibys, Leti, Llorente y Uquifa, manteniendo una participación accionarial del 23% hasta el año 1985, en que es comprada por la empresa italiana Montedison en una operación multimillonaria en la que intervienen Mario Conde y Juan Abelló.
En 1952 establece relaciones científicas y comerciales con Imperial Chemical Industries (ICI) y con Cooper McDougall y Robertson Limited, creando cuatro divisiones: médica, agroquímica, insecticidas y veterinaria.En el año 1964 estas cuatro divisiones se convierten en tres nuevas compañías: Zeltia Agraria, ICI Farma y Cooper Zeltia, bajo la dirección y gestión de Zeltia S.A. En la década de los 60 surgen dos empresas pertenecientes al grupo Zeltia de gran relevancia a nivel nacional: pinturas y barnices Xylazel, S.A. y la compañía de insecticidas y ambientadores Zelnova, S.A., ambas con sede en el área metropolitana de Vigo. A finales de los años 90 y principios de la primera década de este siglo fue uno de los valores del Mercado Continuo español con más potencial especulativo gracias a las previsiones de mercado de su primer antitumoral, Yondelis.
En 1993 Zeltia vende su filial Cooper-Zeltia tomando el nombre de CZ Veterinaria, que años más tarde pasaría a denominarse Zendal
En 2015 la filial PharmaMar realizó una fusión inversa con su matriz Zeltia con el objetivo de centrarse en el sector de la oncología y cotizar en bolsa directamente por este.
En 2018 PharmaMar vende Xylazel a la empresa holandesa AkzoNobel.
En 2019 PharmaMar vende Zelnova, última filial en Galicia del grupo, a la sociedad gallega de inversión Allentia Invest por 33 millones de euros.

## Empresas del grupo Zeltia
El grupo Zeltia estaba formado por las siguientes empresas:
- PharmaMar, S.A.. Madrid. Dedicada a la comercialización de fármacos antitumorales de origen marino.
- CZ Veterinaria, S.A.. Porriño. Dedicada a la fabricación de vacunas veterinarias. Daría lugar a Zendal en 1993.
- Sylentis, S.A.U.. Madrid. Dedicada a la aplicación médica de fármacos RNAi y tecnologías de silenciamiento génico. Actualmente filial de PharmaMar.
- Genomica, S.A.U.. Madrid. Dedicada a diagnóstico. Actualmente filial de PharmaMar.
- Zelnova, S.A.. Porriño. Dedicada a la fabricación de insecticidas, ambientadores y productos de hogar. Fue vendida en 2019.
- Xylazel, S.A.. Porriño. Empresa dedicada a la fabricación de pinturas y otros productos para madera. Fue vendida en 2018.

### Dirección
José María Fernández-Sousa fundó PharmaMar en 1986. Desde esa fecha es presidente de PharmaMar y del grupo Zeltia. La sede central del Grupo Zeltia se encuentra en la Plaza del descubridor Diego de Ordás, en Madrid.

## Yondelis y PharmaMar
Aunque el campo de acción del grupo Zeltia es amplio, uno de sus pilares fundamentales es el desarrollo de fármacos de origen marino, especialmente contra el cáncer y el Alzheimer.
PharmaMar ha desarrollado el fármaco comercializado con la marca Yondelis (trabectedina, ecteinascidin 743 o ET-743), derivado del tunicado marino Ecteinascidia turbinata, el primer fármaco antitumoral desarrollado por el grupo Zeltia y también el primero desarrollado en España.

### Yondelis para sarcoma de tejidos blandos
Yondelis (trabectedina), obtuvo el visto bueno de la EMEA para su comercialización contra sarcoma de tejidos blandos en julio de 2007. PharmaMar comercializa el medicamento en Europa y la compañía estadounidense Johnson & Johnson tiene los derechos en EE. UU. y el resto del mundo, excepto Japón. EE. UU. aprobó su uso en 2015.

### Yondelis para cáncer de ovario
Yondelis en combinación con DOXIL®/Caelyx para cáncer de ovario recurrente es aprobado el 25 de septiembre de 2009 por la Agencia Europea de Medicamentos (EMEA) y por la Comisión Europea el 2 de noviembre de 2009.

### Yondelis en fase de estudio para otros cánceres
Se realizan ensayos de fase II con Yondelis® para otros cánceres: cáncer de mama, de próstata y de pulmón así como para otros tumores pediátricos que deberán probar su eficacia y tolerancia.

## Accionariado
| Accionista                         | Derechos de voto      | Capital | Sociedad                         | Capital | Control |
| ---------------------------------- | --------------------- | ------- | -------------------------------- | ------- | ------- |
| José Mª Fernández Sousa-Faro       | 14,007%               | 7,007%  | -                                | 7,007%  | -       |
| Montserrat Andrade Detrell         | a favor de su cónyuge | 6,100%  | -                                | 6,100%  | -       |
| Rosalía Mera                       | 5,000%                | 5,000%  | Rosp Corunna                     | 5,000%  | 100%    |
| Pedro Francisco Fernández Puentes  | 4,546%                | 1,805%  | -                                | 0,630%  | -       |
| Pedro Francisco Fernández Puentes  | 4,546%                | 1,805%  | Safoles, S.A.                    | 3,916%  | 30,000% |
| Kutxabank                          | 3,002%                | 3,002%  | Ck Corporación Kutxa, S.L.       | 3,002%  | 100%    |
| José Luis Fernández Puentes        | 1,444%                | 1,312%  | -                                | 1,312%  | -       |
| José Luis Fernández Puentes        | 1,444%                | 1,312%  | cónyuge o hijos                  | 0,132%  | -       |
| Santiago Alfredo Fernández Puentes | 1,384%                | 1,362%  | -                                | 0,884%  | -       |
| Santiago Alfredo Fernández Puentes | 1,384%                | 1,362%  | Familia Fernández Noguerol, C.B. | 0,477%  |         |
| Santiago Alfredo Fernández Puentes | 1,384%                | 1,362%  | cónyuge                          | 0,022%  | -       |

## Premios y reconocimientos
En el año 2002 la empresa es galardonada con la Medalla de Plata de Galicia, distinción de honor que concede la Junta de Galicia anualmente a personas o instituciones por sus méritos al servicio de la Comunidad Gallega.